# Arvicanthis niloticus
Arvicanthis niloticus (Арвікантіс африканський) — рід досить великих гризунів родини Мишевих. 

## Опис тварин
Довжина тіла 10-20 см, маса 50-180 гр, самці трохи більші самиць. Покритий коротким волоссям хвіст має довжину близько 10 см. Голова кругла з великими очима і короткою мордою. Волосся займає спектр кольорів від коричневого по жовтий.

## Проживання
Країни проживання: Буркіна-Фасо, Бурунді, Центральноафриканська Республіка, Чад, Демократична Республіка Конго, Кот-д'Івуар, Єгипет, Еритрея, Ефіопія, Гамбія, Гана, Кенія, Малаві, Мавританія, Нігер, Нігерія, Сенегал, Сьєрра-Леоне, Судан, Уганда, Ємен. В Ефіопії знайдений до 1600 м над рівнем моря. Полюбляє луки, савани і чагарники. Дуже часто знаходиться близько до сіл та інших модифікованих областей.

## Стиль життя
Живе в групами в заростях чагарника і рідколіссі. Самці переміщаються між групами, самиці проводять все своє життя в одній групі. Живуть у норах, на глибині близько 20 см під землею. Характеристикою є створення "доріг" в траві - спеціальні доріжки, що тварини утримуватися в чистоті, прибираючи них рослинні залишки. Вони їдять в основному рослини, хоча іноді безхребетних.

## Відтворення
Тварини розмножуються протягом усього року. Самиці приблизно через 25 день вагітності, народжують 4-12 мишенят (зазвичай 5). Молодь харчується молоком близько трьох тижнів й досягає статевої зрілості у віці 4-5 місяців. Ці тварини в неволі живуть в середньому два роки, середня тривалість життя в дикій природі, ймовірно, менше року.